# المبعوث الخاص الأول للجفاف وتغير المناخ في الصومال
المبعوث الرئاسي الخاص لجمهورية الصومال الفيدرالية لشؤون الجفاف وتغير المناخ،هو منصب في المكتب التنفيذي لرئيس الصومال يتمتع بالسلطة على سياسة الطاقة وسياسات المناخ داخل السلطة التنفيذية. يشغل هذا المنصب حاليًا عبد الرحمن عبد الشكور ورسامي ، وهو المبعوث الافتتاحي. 